# Ђеронемони (Белуно)
Ђеронемони (итал. Geronemoni) је насеље у Италији у округу Белуно, региону Венето.
Према процени из 2011. у насељу је живело 23 становника. Насеље се налази на надморској висини од 611 м.